# Condorito

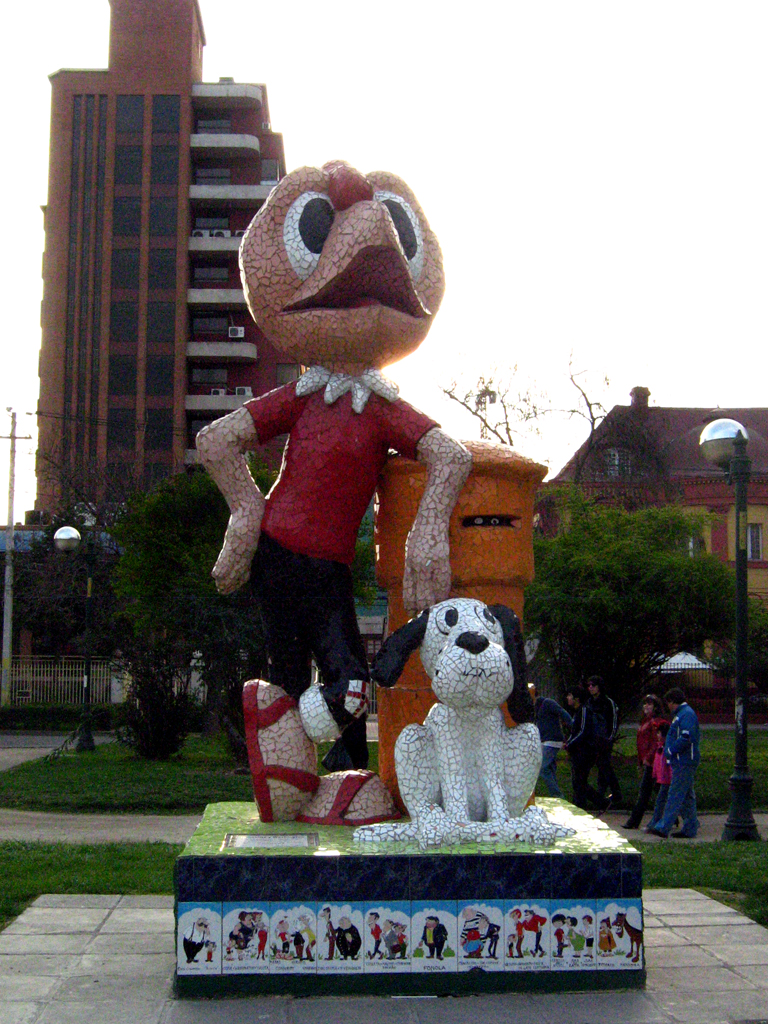
Condorito und sein Hund Washington. Statue in Santiago im Park Esculturas de comic en San Miguel.

Condorito ist eine chilenische Comicfigur von René Ríos Boettiger, genannt Pepo. Inspiriert wurde sie vom Disney-Film Saludos Amigos aus dem Jahre 1942. Erstmals 1949 veröffentlicht, wurde Condorito in ganz Lateinamerika populär. Condorito lebt in der fiktiven Stadt Pelotillehue. In der Regel enden die Geschichten damit, dass jemand mit einem lautmalerischen „¡PLOP!“ in Ohnmacht fällt.
Das Magazin gehört nun zur mexikanischen Gruppe Televisa.